# Les Rois de la glisse 2
Série
Les Rois de la glisse
(2007)
Pour plus de détails, voir Fiche technique et Distribution.
Les Rois de la glisse 2 (Surf's Up 2: WaveMania) est un film américain réalisé par Henry Yu, sorti en 2017. Cette suite du film Les Rois de la glisse prend la forme d'un crossover avec les catcheurs de la World Wrestling Entertainment.

## Synopsis
Cody Maverick, un gorfou, enseigne le surf sur l'île de Pen Gu. Un jour, un groupe de surfeurs de l'extrême, The Hang 5, arrive sur l'île. Cody embarque alors, avec Lany et Tank Evans ainsi que The Hang 5, dans une aventure semée d’obstacles, sans oublier l’éternelle rivalité entre Cody et Tank Evans.

## Fiche technique
- Titre : Les Rois de la glisse 2
- Titre original : Surf's Up 2: WaveMania
- Réalisation : Henry Yu
- Scénario : Abdul Williams et Lory Tatoulian
- Musique : Toby Chu
- Montage : Mark Yeager
- Production : Michelle Wong
- Société de production : Rainmaker Animation, Sony Pictures Animation et WWE Studios
- Pays de production :  États-Unis
- Genre : Animation, aventure et comédie
- Durée : 84 minutes
- Dates de sortie : 
  - États-Unis : 17 janvier 2017 (directement en vidéo)
  - France : 15 mars 2017 (directement en vidéo)

## Distribution

### Voix originales
- Jeremy Shada : Cody Maverick
- Jon Heder : Chicken Joe
- Melissa Sturm : Lani Aliikai
- John Cena : J. C.
- The Undertaker : lui-même
- Triple H : lui-même
- Diedrich Bader : Tank Evans
- Vince McMahon : lui-même
- Paige : elle-même

### Voix françaises
- Maxime Van Santfoort : Cody Maverick
- Fabian Finkels : Chicken Joe
- Claire Tefnin : Lani Aliikai
- Nicolas Matthys : J. C.
- Martin Spinhayer : Tank Evans
- Jean-Michel Vovk : Mister McMahon
- Robert Guilmard : Hunter
- Sophie Frison : Paige